# NGC 454-2
NGC 454-2 (другие обозначения — ESO 151-36, AM 0112-554, PGC 4468, NGC 454 E) — линзовидная галактика в созвездии Феникса. Открыта Джоном Гершелем в 1834 году.
Гравитационно взаимодействует с галактикой NGC 454-1 и в будущем объединится с ней в одну галактику. Размер галактики равен 50 тысячам световых лет, пара удалена на 170 миллионов световых лет. Окончательное слияние должно произойти через приблизительно 200 миллионов лет. Форма галактики искривлена из-за гравитационного взаимодействия. В паре галактик, на небольшом отдалении от них, наблюдаются яркие области, которые являются относительно молодыми звёздными скоплениями. Галактика NGC 454-2 является сейфертовской типа 2.
Этот объект не входит в число перечисленных в оригинальной редакции «Нового общего каталога» и был добавлен позднее.